# یزید دوم
یزید بن عبدالملک یا یزید دوم (به عربی: ابوخالد یزید بن عبد الملک بن مروان بن الحکم القرشی الأموی الدمشقی) (۱۰۱–۱۰۵ ه‍. ق) نهمین خلیفه اموی بود که از سال ۷۲۰ میلادی تا زمان مرگش در سال ۷۲۴ میلادی خلافت کرد. پس از مرگ عمر بن عبدالعزیز در سال ۷۲۰ میلادی، یزید دوم به خلافت رسید. او پیشتر در زمان عمر بن عبدالعزیز و سلیمان پسر عبدالملک فرمانداری دمشق را داشت. روزهای خلافت او، روزهای کشورگشایی و گشایش بود، جراح حکمی در شهرهای ماوراءالنهر با ترکان جنگید؛ یزید دوم در سال ۷۲۴ میلادی بر اثر بیماری سل درگذشت و برادرش هشام بن عبدالملک خلافت را به دست گرفت.